# God game
Un god game (lett. "gioco (nel ruolo) di dio" o "gioco su dio") è un videogioco di simulazione di un ambiente o di interi mondi e popolazioni, spesso di stampo fantasy, che fa assumere al giocatore il ruolo di un'entità dai poteri divini o soprannaturali. Con questi poteri il giocatore può influenzare gli abitanti simulati mentre conducono le loro vite indipendenti, al fine di raggiungere determinati obiettivi, come la prosperità del popolo o precisi obiettivi strategici.
Storicamente il genere god game più puro è stato rappresentato soprattutto da titoli di produttori legati al designer britannico Peter Molyneux. Sebbene i god game siano relativamente rari, il genere è rimasto ancora significativo commercialmente e artisticamente.

## Storia
Il genere ha le sue radici nei giochi di simulazione di costruzione e gestione dove si impersona il capo di un intero popolo, sebbene con poteri puramente terreni, come Santa Paravia and Fiumaccio (1978) e Utopia (1982). Ha anche una parentela con il genere del simulatore di vita, che ha avuto come pioniere commerciale Little Computer People (1985); in questo titolo si interagisce dall'esterno con un personaggio che vive autonomamente in un ambiente virtuale.
Nei titoli predetti il giocatore decide in qualche modo il destino di un personaggio o di una comunità, ma deve comunque affrontare fattori non umanamente controllabili come clima, malattie e carestie. La svolta che definì il genere fu nel 1989 con Populous, la cui ideazione è attribuita principalmente a Peter Molyneux. Populous consente al giocatore di controllare direttamente il suo mondo, comandando eventi climatici e facendo sorgere pianure e montagne, e si ritiene abbia delineato il genere dei god game.
Populous rientra ancora anche nel genere strategico e ha un preciso obiettivo (aiutare il proprio popolo a sopraffare quello avversario). Un'altra evoluzione si ebbe nel 1990 con SimEarth, parte della serie Sim ideata da Will Wright. In SimEarth il ruolo del giocatore si avvicina maggiormente a quello di una divinità.
Il gioco infatti consiste nel far evolvere dalla nascita un intero pianeta, controllando cose come atmosfera, geografia, maree, catastrofi, e agevolando l'evoluzione della vita.
L'enorme successo di Populous e SimEarth fu determinante e portò a molti seguiti e imitazioni, soprattutto da parte degli stessi produttori degli originali. Tra i più noti, la squadra di Molyneux realizzò Powermonger (1990), simile a Populous ma più rientrato verso poteri di tipo umano, e poi il vero seguito Populous II (1991); nella serie Sim uscì SimLife (1992), dove si influisce sull'ecosistema arrivando anche a modificare il codice genetico delle creature; nuovi produttori entrarono in gioco con Mega Lo Mania (1991), Baldies (1995), Afterlife (1996), Creatures (1996).
La squadra di Molyneux fu nuovamente responsabile di un'altra pietra miliare con Dungeon Keeper (1997), un god game a tutti gli effetti nel ruolo di un signore del male che crea cunicoli e demoni di un dungeon. Un altro titolo di grande rilievo è Spore (2008), dai produttori dei Sim, che espande ancora il tema dell'evoluzione, dalle forme di vita unicellulari alla colonizzazione dell'intera galassia. Negli anni 2020 Spore è ancora uno dei god game più giocati.
Il genere è rimasto vivo, con diversi titoli pubblicati ogni anno. All'inizio del 2024 sul catalogo di Steam erano presenti oltre 60 giochi etichettati come god game, tra cui riedizioni per sistemi moderni di Populous e Dungeon Keeper. Sono stati prodotti anche titoli utilizzabili con visore VR.
Tra questi si può notare Deisim (2022), dove il giocatore come divinità deve sia far prosperare la civiltà, sia poi distruggerla con cataclismi.

## Caratteristiche
Il mondo simulato nel gioco è relativamente autosufficiente e i "mortali" che lo popolano conducono indipendentemente le loro attività. A differenza dei videogiochi strategici con i quali hanno punti in comune, come i giochi 4X dove si comandano intere nazioni, nei god game non si controllano direttamente i personaggi simulati che abitano l'ambiente di gioco, né generalmente si ha il potere di ordinare loro esplicitamente cosa fare. Gli obiettivi invece vanno raggiunti indirettamente, influenzando con le proprie azioni divine il comportamento del popolo simulato.
Tipicamente nei god game il mondo di gioco è visto da una prospettiva lontana ed elevata.
I poteri della divinità possono includere ad esempio la manipolazione in tempo reale della geografia dello scenario o eventi come pioggia, inondazioni, terremoti, tornado, eruzioni vulcaniche e altri disastri naturali, utili in particolare quando l'obiettivo è sconfiggere i nemici, a volte rappresentati da popoli guidati da analoghe divinità avversarie.
La potenza della divinità spesso dipende dalla fede e dal numero dei propri seguaci. A seconda del gioco può esserci anche la possibilità di comportarsi da Dio benevolo che mira alla prosperità del suo popolo, oppure da Dio malvagio che lo terrorizza e lo costringe in tal modo a eseguire il suo volere.
Un genere correlato al god game, ma distinguibile, è quello della simulazione sociale priva di obiettivi (simulatore di vita), che lo rende più un giocattolo che un gioco. Tra questi sono celebri The Sims e l'antesignano Little Computer People. Il creatore di The Sims e altri celebri giochi del genere, Will Wright, preferì definirli "giocattoli software" piuttosto che videogiochi, in quanto lasciano il giocatore alla libera sperimentazione.

## Esempi
- ActRaiser - combina sezioni tipiche del god game a fasi platform
- Black & White
- Doshin the Giant
- Dungeon Keeper
- From Dust
- Populous
- Spore
- Virtual Villagers